# Campionato mondiale militare di scherma 1988
Il Campionato mondiale militare di scherma del 1988 ("1988 World Military Fencing Championships") è stato organizzato dalla Federazione internazionale della scherma e si è svolto a Halmstad in Svizzera dal 27 al 31 ottobre.
Nel fioretto, si sono aggiudicati i titoli di campione e campionessa mondiale militare il tedesco Thorsten Weidner, che ha battuto in finale il tedesco Alexander Koch, e la francese Isabelle Tuduri-Ep-Gorse che ha avuto la meglio sull'elvetica Cristina Rauber.
Nella spada l'italiano Riccardo Isola ha battuto in finale l'elvetico Andre Kuhn, ottenendo il titolo mondiale militare maschile.
Nella sciabola l'italiano Sergio Virgilio prevale sul tedesco Jochen Knies.
Nel campionato mondiale militare a squadre maschili, la nazionale tedesca ha prevalso nella finale del fioretto contro l'Italia, mentre la nazionale svizzera ha vinto nella spada contro la formazione italiana, ed infine la nazionale italiana ha avuto la meglio sulla compagine tedesca nella sciabola.
Nel campionato mondiale militare a squadre femminili, la nazionale svizzera ha prevalso nella finale del fioretto contro la Francia.

## Podi

### Uomini
| Specialità  | Oro                                                       | Argento                                                     | Bronzo                                                  |
| Individuali |                                                           |                                                             |                                                         |
| Fioretto    | Thorsten Weidner                                          | Alexander Koch                                              | Alessandro Puccini                                      |
| Spada       | Riccardo Isola                                            | Andre Kuhn                                                  | Dominique Martin                                        |
| Sciabola    | Sergio Virgilio                                           | Jochen Knies                                                | Michele Bonsanto                                        |
| A squadre   |                                                           |                                                             |                                                         |
| Fioretto    | Germania Alexander Koch Stefan Messler Thorsten Weidner - | Italia Fabio Miraldi Alessandro Puccini Agostino Sanacore - | Francia Thierry Altherr Gagnet Jacques Pellissier -     |
| Spada       | Svizzera Nicolas Dunkel Andre Kuhn Gérald Pfefferle -     | Italia Luca Bolis Riccardo Isola Andrea Uga -               | Francia Dominique Martin Patrick Picot Lionel Prunier - |
| Sciabola    | Italia Michele Bonsanto Furio Ginori Sergio Virgilio -    | Germania Michael Huchwajda Jochen Knies Michael Schramm -   | Francia Herve Carillo Christophe Palfi Ludovic Randon - |

### Donne
| Specialità  | Oro                                                             | Argento                                    | Bronzo                                                        |
| Individuali |                                                                 |                                            |                                                               |
| Fioretto    | Isabelle Tuduri-Ep-Gorse                                        | Cristina Rauber                            | Dagmar Halbherr                                               |
| A squadre   |                                                                 |                                            |                                                               |
| Fioretto    | Svizzera Dagmar Halbherr Isabelle Kellerhals Christine Rauber - | Francia Doremus Isabelle Tuduri-Ep-Gorse - | Paesi Bassi Freeke Hilligehekken Leenheer Cornelia Van Unen - |

## Medagliere
| Pos.   | Nazione     | Oro | Argento | Bronzo | Totale |
| ------ | ----------- | --- | ------- | ------ | ------ |
| 1      | Italia      | 3   | 2       | 2      | 7      |
| 2      | Germania    | 2   | 3       | 0      | 5      |
| 3      | Svizzera    | 2   | 2       | 1      | 5      |
| 4      | Francia     | 1   | 1       | 4      | 6      |
| 5      | Paesi Bassi | 0   | 0       | 1      | 1      |
| Totale | Totale      | 8   | 8       | 8      | 24     |